# Закаспийский военный отдел
Закаспийский военный отдел — военный отдел в составе Кавказского военного округа Российской империи, образованный 15 марта 1874 года, а 18 мая 1881 года — преобразован в Закаспийскую область Кавказского военного округа Российской империи.

## История

### До создания отдела
Утвердившись в центральной и восточной части Средней Азии, Российская империя с конца 1870-х годов начала своё продвижение на юго-запад в земли туркмен. Одной из причин стало осложнение обстановки в регионе, связанное с действиями британских агентов — были установлены связи со среднеазиатскими ханами, состоялись попытки договориться с вождями туркменских племён. Другой же причиной являлись нападения на русские гарнизоны. Опорным пунктом для продвижения в Туркмению стал Красноводск, основанный в 1869 году.

### Создание отдела
Закаспийский военный отдел был создан из двух приставств Кавказского военного округа — Мангышлакского и Красноводского, после принятия «Временного положения о военном управлении в Закаспийском крае» от 6 марта 1874 года путём издания Именного высочайшего повеления 15 марта 1874 года. По «Временному положению» отдел занимал территорию «в пределах от Мертвого Култука на юг до реки Атрек (границы России с Персией) и от восточного берега Каспийского моря до западной границы Хивинского ханства, при этом отделу причислялись все острова, лежащие вблизи его берегов и полуостровов Бузачи и Мангышлак (острова: Кулалы, Святой, Подгорный, Кирел, Долгий и др.) и юго-восточного прибрежья (острова: Челекен, Огурчинский и др.)». Начальником Закаспийского военного отдела стал генерал-майор Н.П. Ломакин, который напрямую подчинялся главнокомандующему Кавказской армией.
Для разработки системы административного управления в туркменские земли был командирован полковник Генерального штаба, член «Степной» комиссии А.П. Проценко. Центром отдела стало Красноводское укрепление, которому вместе с Фортом Александровским было присвоено право города. Управление Закаспийским военным отделом как в военном, так и в административном отношении было сосредоточено в руках начальника, назначаемого на эту должность и увольняемого приказами императора. По военной части он действовал как командующий войсками, расположенными в пределах отдела, а по административной — правами губернатора. При начальнике отдела имелось управление. Местом пребывания начальника отдела и его управления стал город Красноводск.

### Первая экспедиция в Ахалтекинский оазис
В мае 1877 года отряд русских войск, практически без сопротивления, занят Кызыл-Арват — крайний северо-западный пункт Ахалтекинского оазиса. Однако, не сумев там закрепиться, они были вынуждены покинуть его в основном из-за трудностей с продовольствием и водой. Осенью 1878 года Ломакин заложил на реке Атрек укрепление Чат, начальнику которого поручалось добиваться сближения с туркменами, изучать их внутренний был, заботиться о развитии торговли. Тогда же войска Закаспийского военного отдела неоднократно отражали нападения туркмен на русские посты в различных пунктах. Чтобы подавить выступления туркмен, русские войска предприняли две Ахалтекинские экспедиции. Рапортом от 15 апреля 1879 года начальник Закаспийского военного отдела доносил командующему Кавказской армией, что им в составе отдела учреждены в виде временной меры приставства в Чате и Чикишляре. В том же месяце начальником была получена депеша об утверждении этих приставств с одновременным указанием о подчинении населения имперской власти.
Первая Ахалтекинская экспедиция состоялась в июле – августе 1879 года, целью которой служило взятие Геок-Тепе (крепость Денгиль-Тепе) — главного опорного пункта текинцев в 45 км северо-западнее современного Ашхабада. Экспедиция закончился неудачно — была неумело организована доставка припасов и перевозочных средств, не была проведена подготовка атаки, а также защитники крепости получали оружие от англичан, что повлекло за собой гибель 200 солдат и офицеров, 250 были ранены. При этом со стороны текинцев было 2000 убитых, а главный предводитель Берды-Мурат-хан был тяжело ранен.

### Вторая экспедиция в Ахалтекинский оазис
После ряда заседаний, проходивших на высочайшем уровне в Петербурге в январе – феврале 1880 года по вопросам «закаспийской политики», было принято решение предпринять «серьёзные меры в Азии ввиду агрессивной политики англичан». Командующим войсками Закаспийского военного округа был назначен генерал-адъютант М.Д. Скобелев. С мая 1880 года началась подготовка второй экспедиции — был заготовлен провиант, создана сеть укреплённых сооружений и баз, а опорным пунктом был определён Бами. Также началась прокладка железной дороги от Красноводска в Ашхабад, во время которой наблюдались набеги текинцев. Чтобы отразить эти атаки, в июле была с помощью орудий атакована Геок-Тепе (крепость Денгиль-Тепе), которая переросла в схватку, где погибло 19 человек со стороны русской армии и до 200 человек — со стороны текинцев.
26 ноября 1880 года отряд Скобелева выступили из Бами в составе 11 тысяч солдат, 97 орудий и 19 ракетных станков. Наступление началось после схватки у Келяте взятием Сиянь-бахтырь-кала и перенесением туда базы. С 23 декабря по 12 января велись осадные работы в Геок-Тепе (крепость Денгиль-Тепе). 12 января 1881 года, после подрыва крепостной стены и артиллерийской бомбардировки три колонны русского отряда начали штурм, в результате которого крепость пала. При этом потери русской армии составили 59 человек и 299 раненных, текинцы потеряли 6000 человек, в том числе раненных. После падения Геок-Тепе (крепость Денгиль-Тепе), 18 января Куропаткиным было занято текинское селение Ашхабад, а в конце марта был начат процесс принятия российского подданства текинцами.
После завоевания Ахалтекинского оазиса — территории от Кизыл-Арвата до Гяурса, равной 28 000 квадратных вёрст, Высочайшим указом Александра III от 6 мая 1981 было объявлено «об образовании из территории туркменов текинского рода и земель Закаспийского военного отдела Закаспийской области» с включением ее в состав Кавказского военного округа, первым начальником которой был назначен генерал П.Ф. Рерберг. В область вошли Ахалтекинский, Красноводский и Мангышлакский уезды.

## Органы власти
В этот период на территории Туркмении впервые вводился административный порядок, регламентировались права и обязанности местного населения. Запрещались продажа в рабство, отсечение рук и другие жестокие наказания. При этом население сохраняло свои обычаи, религию, быт, получало бесплатную медицинскую помощь. В результате определенного симбиоза российского права и национальных норм в Закаспийской области сложилась сложная система правового регулирования жизни, сочетающая в себе российское законодательство (общеимперское и специальное), обычное право кочевого населения (адат) и мусульманское право суннитского направления (шариат). Мирные условия жизни в присоединенном крае способствовали постепенному сближению с Россией местного населения, уставшего от бесчисленных конфликтов с хивинцами, бухарцами, иранцами. На этом этапе было положено начало становлению административных структур власти в регионе, активному сотрудничеству традиционных институтов коренного населения и строевых офицеров военного министерства, занимающих должности начальников уездов (округов) и приставств.

### Административное деление
В 1874 году Закаспийский военный отдел был создал в пределах Мангышлакского и Красноводского приставств Кавказского военного округа, которые и стали его административными единицами. По «Временному положению о военном управлении в Закаспийском крае» кочевое население было разделено на волости и аулы. Управление волостью осуществлялось волостным управлением, а аула — аульным старшиной, который находился в подчинении волостного управления. Волостные управители и аульные старшины назначались из числа кочевого населения, при этом волостные управители утверждались главнокомандующим Кавказской армией, а аульные старшины — начальником Закаспийского военного отдела. Рапортом от 15 апреля 1879 года начальник Закаспийского военного отдела доносил командующему Кавказской армией, что им в составе отдела учреждены в виде временной меры приставства в Чате и Чикишляре. В том же месяце начальником была получена депеша об утверждении этих приставств с одновременным указанием о подчинении населения имперской власти.